# Impacto da colonização na Amazônia
O impacto da colonização na Amazônia é a analise da antropização (ação do humano sobre o meio-ambiente) da presença dos europeus na região amazônica pre-colombiana (América do Sul). Ou seja, uma etapa do período de ocupação humana que se inicia na época anterior à chegada de Cristóvão Colombo em 1492 e outros europeus no continente sul-americano pré-colonial//pré-conquista, região com intensa biodiversidade que era habitada por antigas civilizações complexas (somente por povos indígenas) que viviam em harmonia com este meio ambiente.
A origem de ocupação humana na Amazônia remontam a milhares de anos atrás, que de acordo com evidências arqueológicas sugerem ser desde pelo menos 10 mil a.C.
Essas civilizações pré-colombianas (indígenas) estavam espalhadas na bacia amazônica, formadas de pequenas comunidades nômades de pesca e caça intensiva à sociedades agrícolas complexas.
A Amazônia pré-colonial era conhecida por ser uma imensa floresta tropical com rios sinuosos e complexa biodiversidade (com fauna/flora variada), composição que era a base da subsistência das comunidades indígenas, através da caça, pesca, coleta e, agricultura.
A origem de ocupação humana na Amazônia remontam a milhares de anos atrás, que de acordo com evidências arqueológicas sugerem ser desde pelo menos 10 mil a.C. à 14 mil a.C., quando imigrantes nômades asiáticos chegaram ao vale do rio Amazonas através do estreito de Bering. Estes desenvolveram a agricultura na região e formaram moradia fixa, assim diversas sociedades indígenas complexas floresceram, que viviam principalmente do manejo de recursos da floresta amazônica cerca de 2 mil anos antes da chegada dos europeus. Os sambaquis foram as primeiras evidências de habitação humana na região; formado por pilhas de lixo humano (resíduos) datados principalmente entre 7 500 a.C. e 4 000 a.C., associados a culturas da era da cerâmica.
As áreas ao redor do Rio Amazonas abrigavam sociedades indígenas complexas de grande escala, assentamentos pré-colombianos com o sistema de governo principalmente de chefatura (conjunto de aldeias sob o poder do chefe) que desenvolveram vilas e cidades. Os arqueólogos estimam que na época em que o conquistador espanhol Francisco de Orellana viajou pela Amazônia em 1541, mais de 3 milhões de indígenas viviam na região. Para atingir esse nível de desenvolvimento, os habitantes indígenas da floresta amazônica alteraram a ecologia da floresta por meio do cultivo seletivo e do uso do fogo, que ao queimar repetidamente áreas da floresta os indígenas fizeram com que o solo se tornasse mais rico em nutrientes, criando áreas de solo escuro conhecidas como terra preta, sustentável para a agricultura de grande escala necessária para apoiar as suas grandes populações e estruturas sociais. E existe a hipótese de que essa prática começou há cerca de 11 mil anos, que os seus efeitos sobre a ecologia florestal e o clima regional explicam a faixa de menor precipitação na Bacia Amazónica. Os conhecimentos sobre a Amazônia ocorreram com um longo período de observações empíricas por povos indígenas, em especial tupis e aruaques (Colômbia). Nesta fase, foram identificados os principais padrões florísticos e ecológicos da região, plantas medicinais e madeiras úteis foram selecionadas.
No século XVI, quando os primeiros europeus (portuugeses e espanhóis) chegaram ao rio Amazonas, encontraram uma densa floresta habitada por povos indígenas com várias culturas diferentes e com numerosas populações. De acordo com o arqueólogo Eduardo Neves, provavelmente existia cerca de 5 milhões de indígenas anterior a ocupação europeia. Então iniciou a era das grandes transformações para a região, quando os portugueses iniciaram um sangrento processo de conquista e de colonização da região, em busca de riquezas (como o paraíso com metais preciosos em abundância e das drogas do sertão), por ações dos portugueses, onde a quantidade desses povos foram reduzidos drasticamente, principalmente devido as doenças trazidas pelos europeus. Tal processo foi atenuado por missões religiosas, que recuperaram parcialmente os conhecimentos indígenas e, a imposição forçada da crença e do estilo de vida europeu com mortes em larga escala. Nesta época, foram feitas as explorações de Orellana (1540 a 1542) e Pedro Teixeira (1638 a 1639), registradas pelos freis Gaspar de Carvajal e Cristóbal de Acuña, respectivamente. Também ocorreram as expedições de La Condamine (1743) e a "Viagem Filosófica" de Alexandre Rodrigues Ferreira (1783 a 1792).
Na época seguinte, os portugueses construirão uma série de fortificações nos principais rios da Amazônia com vários objetivos: controlar a região, proteger as rotas comerciais, aumentar a exploração dos recursos naturais e, evangelizar os indígenas. Um período de escravização e guerras, marcado por narrativas de exploração e violência, junto a resistência e sobrevivência dos indígenas da Amazônia.
Em 1534, na época do Brasil Colônia foram criadas as 14 capitanias hereditárias, no período colonial da América Portuguesa, combinando elementos feudais e capitalistas; sistema que havia sido utilizado com êxito no desenvolvimento das ilhas portuguesas da Madeira e de Açores. Em 1572, a Coroa Portuguesa, percebeu ainda falhas na administração do Brasil colônia e, dividiu a América Portuguesa em dois Governos-Gerais (1572 à 1577): Governo do Norte (1572–1577) com capital Salvador, que teve o domínio administrativo sobre a Amazônia e a Conquista do Pará ou Império das Amazonas (1615–1621, antiga região indígena Mairi), e; o Governo do Sul com capital no Rio de Janeiro.

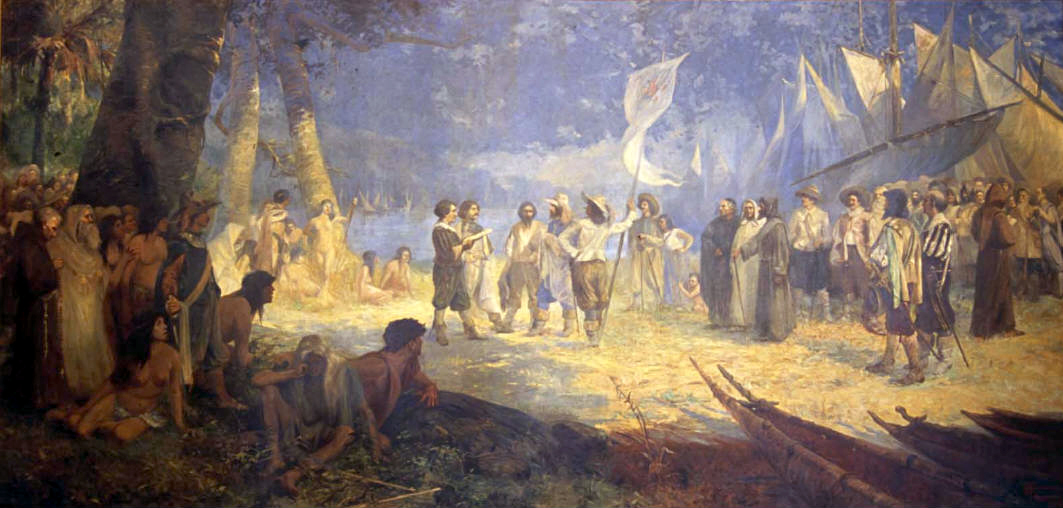
A conquista do Amazonas, por Antônio Parreiras, Museu Histórico do Pará.

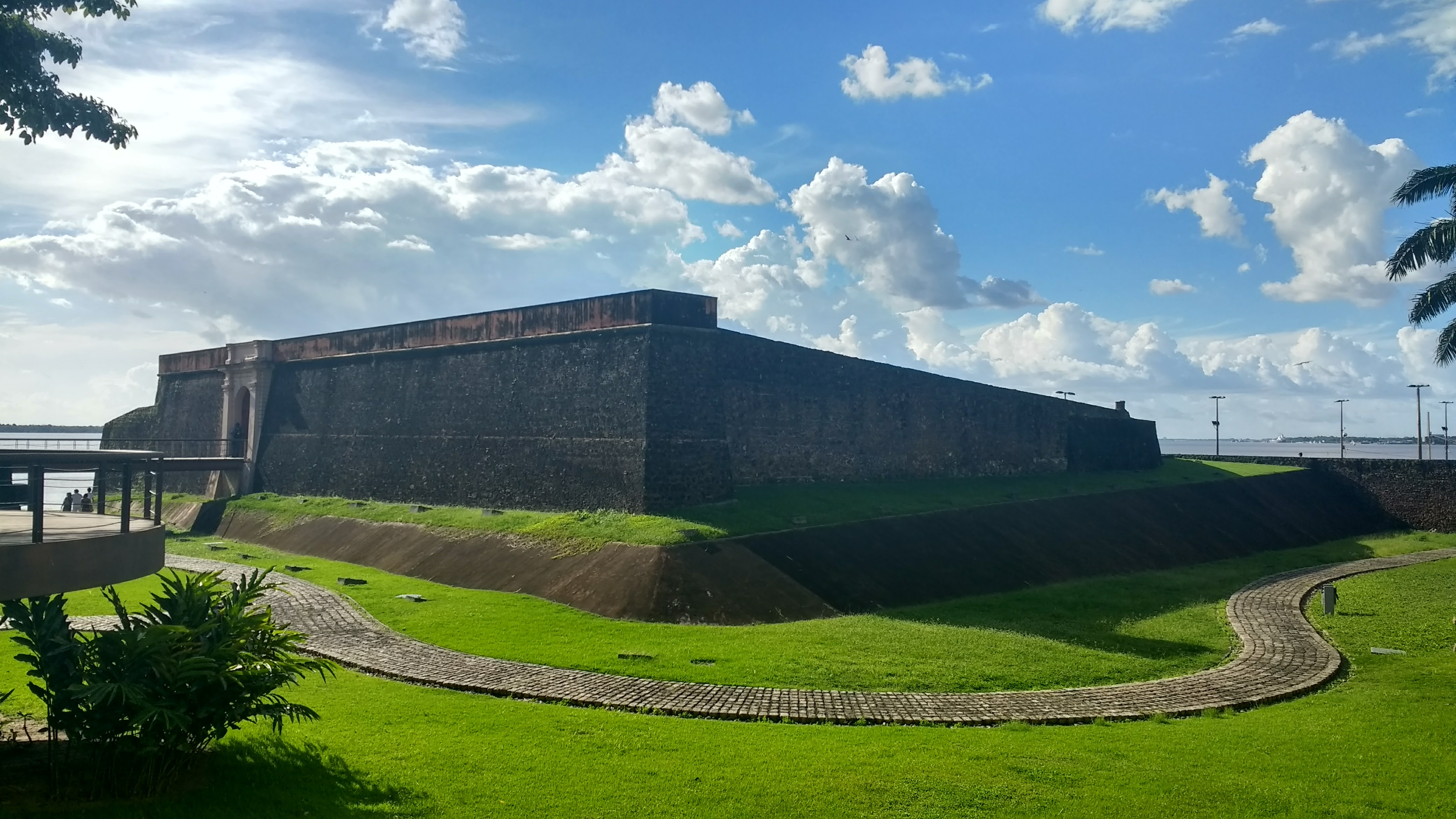
Atual Forte do Presépio, construído em 1616 inicialmente como uma paliçada.

Em 1615, o militar e fidalgo Alexandre de Moura, inicia a proteção e colonização da região da Amazônia Oriental, realizando a conquista da foz do rio Amazonas, transformando a região indígena do extremo-norte Mairi/Conquista do Pará  (moradia dos indígenas Tupinambás e Pacajás sob comando do cacique Guaimiaba), no território colonial português "Conquista do Pará" na então Capitania do Maranhão (1534-1621). No ano seguinte, para assegurar o domínio da região e proteger a região das incursões de holandeses e ingleses em busca de especiarias (como as drogas do sertão), os portugueses através da expedição militar "Feliz Lusitânia" comandada por capitão Francisco Caldeira Castelo Branco, devido a posição estratégica na foz do rio Amazonas, fundaram na Conquista do Pará/Amazônia Oriental próximo ao igarapé do Piry em 12 de janeiro de 1616 o fortim em madeira chamado Forte do Presépio e a capela da padroeira Nossa Senhora de Belém ou Santa Maria de Belém,  iniciando o povoado colonial homônimo à expedição militar (atual cidade paraense de Belém), próximo ao entreposto comercial do cacicado marajoara).
Nos primeiros anos da Conquista do Pará (1615–1621) sentiu-se a necessidade de ter missionários na nova colônia devido a existência de muitos gentios/pagãos. Assim em 1617, os freis capuchinhos de Santo Antônio (Franciscanos da Província de Santo Antônio): Cristóvão de São José, Sebastião do Rosário, Felipe de S. Boaventura e, Antônio de Marciana, fundaram em uma parte afastada da cidade de Belém o Convento do Una (Enasa, a atual rodovia Arthur Bernardes). Ocorreu um período de batalhas contra os estrangeiros e contra os indígenas no processo de colonização/escravização para implantação de um modelo econômico baseado na exploração do trabalho indígena e dos recursos primários locais. resultando na Revolta Tupinambá, que em janeiro de 1619, forças de ataque tupinambás tomaram o Forte do Castelo, mas Gaspar Cardoso, mudou o curso da guerra ao matar o guerreiro morubixaba Guamiaba Tupinambá, havendo assim suspensão do ataque para realização do funeral.
Outras revoltas indígenas ocorreram até julho de 1621, quando em 1639 Bento Maciel Parente, sargento-mor da capitania do Cabo Norte, investiu sobre a aldeia dos índios Tapajós, dizimando-os e dominando a Conquista do Pará. Com a vitória assegurando a posse do território, o rei Filipe II de Portugal: criou o Estado do Maranhão (com sede em São Luiz, abrangendo a conquista do Pará e as capitanias do Maranhão e Ceará); transformou a Conquista do Pará em Capitania do Grão-Pará, tendo Bento Maciel nomeado como Capitão-Mor desta nova Capitania; o povoado de Feliz Lusitânia foi elevado à categoria de município com a denominação de "Santa Maria de Belém do Pará" ou "Nossa Senhora de Belém do Grão Pará" (atual Belém)  quando em 1650 ocorreu a abertura das primeiras ruas da região originando o  primeiro bairro denominado Cidade (atual bairro da Cidade Velha) onde os colonos levantaram as suas casas de taipa.
A ocupação da região onde encontra-se atualmente a cidade brasileira de Manaus foi demorada, os portugueses não viam na região a facilidade em obter grandes lucros a curto prazo, pois era de difícil acesso e era desconhecida a existência de riquezas (ouro e prata). Em junho de 1542, o explorador e corregedor espanhol Francisco de Orellana chega a um rio da região, e lhe pôs o nome de rio Negro. A região onde se encontrava o Forte de São José da Barra foi habitada primeiramente pelas tribos manaós, barés, banibas e, passés, as quais ajudaram na construção do forte e passaram a morar em palhoças humildes nas proximidades. A tribo dos manaós negava-se a ser dominada por portugueses e a servir de mão de obra escrava e, assim entrou em confronto com os colonizadores do forte. As lutas só cessaram quando os militares portugueses começaram a ter casamentos com as filhas dos tuxauas, iniciando assim, à intensa miscigenação na região e dando origem aos caboclos. Um dos líderes da tribo dos Manaós foi o indígena Ajuricaba, forte opositor da colonização dos portugueses mas que apoiava os holandeses. A morte de Ajuricaba foi um grande mistério: foi aprisionado e enviado ao Pará, tendo morrido no percurso da viagem.

A colonização portuguesa efetuou um trabalho de esquecimento ou tentativa de apagar os traços e obras históricas dos indígenas. Pode-se notar isso pela destruição do cemitério indígena, onde encontra-se atualmente a Praça Dom Pedro e o Palácio Rio Branco; quando o governador Eduardo Gonçalves Ribeiro remodelou o local e mandou nivelar as ruas que a contornavam, grande números de igaçabas foram encontrados, mas atualmente não existe nenhum marco indicando a sua existência.